# Alfredo Diana
Alfredo Luigi Diana (2 iunie 1930 – 12 august 2025) a fost un politician italian. Membru al Democrației Creștine, a fost membru al Parlamentului European între 1979 și 1984  și senator între 1983 și 1992.  Diin 1993 până în 1994, a fost ministrul Agriculturii și Pădurilor. 
Diana a murit la Napoli pe 12 august 2025, la vârsta de 95 de ani. 